# Gens Cottia
La gens Cottia era una familia plebeya de équites de la antigua Roma. Se conoce principalmente de los hermanos Marco y Publio Cottio, équites de Taormina en Sicilia. Sirvieron como testigos contra Cayo Verres.